# HMS Concord (1916)
HMS Concord là một tàu tuần dương hạng nhẹ thuộc lớp tàu tuần dương C của Hải quân Hoàng gia Anh Quốc được chế tạo trong giai đoạn Chiến tranh Thế giới thứ nhất, và thuộc lớp phụ Centaur. Việc chế tạo lớp phụ này, vốn còn bao gồm HMS Centaur, có sử dụng phần lớn những vật liệu đã được chuẩn bị cho việc đóng hai chiếc tàu tuần dương tuần tiễu, được Đế quốc Ottoman đặt hàng vào năm 1914, nhưng việc chế tạo bị ngừng lại sau khi chiến tranh nổ ra.
Concord được chế tạo bởi hãng Vickers Limited. Nó được đặt lườn vào ngày 1 tháng 2 năm 1915; được hạ thủy vào ngày 1 tháng 4 năm 1916; và được đưa ra hoạt động cùng Hải quân Hoàng gia vào tháng 12 năm 1916.
Trong chiến tranh, Concord được phân về Hải đội Tuần dương nhẹ 5, hoạt động cùng với Lực lượng Harwich để phòng thủ lối tiếp cận từ phía Đông của eo biển Anh Quốc, và đã sống sót qua suốt cuộc chiến tranh. Được xem là lạc hậu vào những năm 1930, nó bị bán cho hãng Metal Industries tại Rosyth, và được đưa đến xưởng tàu của hãng này vào ngày 16 tháng 9 năm 1935 để được tháo dỡ.